# Соичи Ногучи
Соичи Ногучи (на японски: 野口 聡) е японски авиоинженер и 6-и астронавт на JAXA и 438-и човек в космоса. Роден е на 15 април 1965 г. в Йокохама, префектура Канагава, Япония.

## Биография
Получава в Токийския университет степента бакалавър (1989) и магистър (1991) по авиационна техника. След това работи в Групата по аеродинамика на Отдела по изследвания и разработки на компанията Ishikawajima-Harima Heavy Industries, където правели аеродинамични разчети и изчисления на двигатели за търгоески цели.
През май 1996 г. е зачислен в Група НАСА-16.
Соичи Ногучи е трябвало да излети за първи път през март 2003 г. със совалката „Атлантис“ по програмата на мисия STS-114, но заради катастрофата на совалката „Колумбия“ през февруари 2003 г. всички екипажи са разформирани и формирани по друг начин. Така Соичи Ногучи излита за първи път в космоса на 26 юли 2005 г. със совалката „Колумбия“, а любопитното е, че мисията е със същия номер STS-114 и е наречена „Завръщане към полети“. По време на полета той извършва три излизания в открития космос за осъществяване на текущ ремонт на станцията. Този полет продължава до 9 август 2005 г.
Във втория си полет до МКС той отива на 21 декември 2009 г. като бординженер на кораба „Союз ТМА-17“. Той остава на борда на станцията в състава на дълговременни експедиции МКС-22 и МКС-23. На 2 юни 2010 г. Соичи Ногучи се завръща на Земята с кораба „Союз ТМА-17“. Продължителността на полета е била 163 денонощия 5 часа 32 минути и 45 секунди.